# Ledanca
Ledanca – gmina w Hiszpanii, w prowincji Guadalajara, w Kastylii-La Mancha, o powierzchni 47,32 km². W 2011 roku gmina liczyła 112 mieszkańców.